# Karim Konaté (Fußballspieler, 1987)
Lassina Abdoul Karim Konaté (auch Lancina Karim Konaté und Karim Lancina; * 20. Mai 1987 in Niamey) ist ein nigrischer Fußballspieler.

## Werdegang

### Vereinsstationen
Konaté begann seine Karriere 2005 beim nigrischen Verein Sahel SC. Dort verblieb er zwei Jahre, eher zum kamerunischen Verein Cotonsport Garoua wechselte. Dort spielte er erst einmal nur eine Saison, ehe er 2009 zum libyschen Verein al-Ittihad Tripolis verliehen wurde. Nach einem Jahr kehrte er zurück und spielte danach noch bis 2013 für den Klub. Im August 2013 unterschrieb er beim FC Metz ein Ein-Jahres-Vertrag, wo er lediglich auf drei Profi-Ligaeinsätzen kam und ansonsten in der zweiten Mannschaft spielte. Im Sommer 2014 wechselte er Ablösefrei zum französischen Drittligisten SAS Épinal.

### Nationalmannschaft
Konaté gab 2006 sein Debüt in der nigrische Nationalmannschaft und bestritt seither mindestens 45 Spiele für sein Land. So gehörte er auch zum Kader für die Fußball-Afrikameisterschaft 2012 und die Fußball-Afrikameisterschaft 2012. Auch in der Qualifikation zu den Weltmeisterschaften 2010 und 2014 wurde er eingesetzt.